# 曬傷
曬傷是一種由于過度暴露于紫外線（通常為日光）下導致的輻射灼傷。它促進細胞凋亡，引起的症狀為皮膚發紅、發痛，在少數極端案例中會導致生命危險，而輕度暴露于紫外線下則只會導致曬黑，而稍微有些曬黑的皮膚對紫外線的抵禦力更強一些。
曬傷是導致非惡性皮膚腫瘤的主要原因之一，此外還可能導致某些種類的皮膚癌，因此在長期暴露于紫外光下時應該外敷防曬霜。

## 症狀

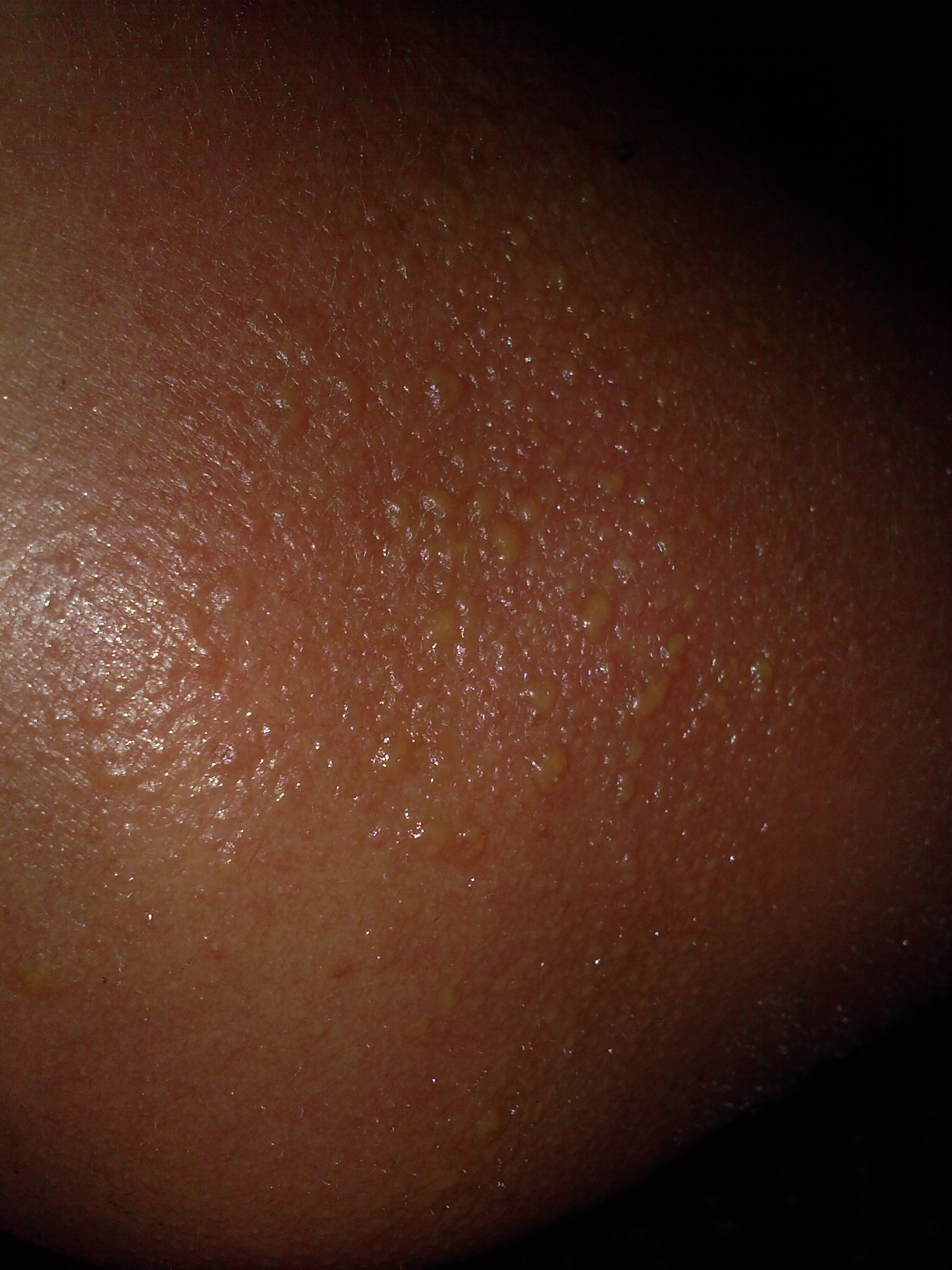
人體肩部因曬傷導致的水疱

曬傷之初皮膚僅會發紅，之後才會出現各種症狀。這些症狀包括程度不一的疼痛、水疱、水腫、瘙癢、皮膚剝落、皮疹、惡心、發燒、發冷、昏厥等。
此外，曬傷還可能會導致三種皮膚腫瘤，即黑素瘤、基底细胞癌和鳞状细胞癌。其中黑素瘤是由長期頻繁曬傷導致的，而美國和澳大利亞三分之一的黑素瘤患者其實本來都可以通過提前防曬來阻止其發生。

## 外部連結
- 中的“曬傷”